# Олександр Острозький
Олександр Васильович Острозький (щонайпізніше 1 липня 1570 , замок Вев'юрка — грудень 1603, м. Тернопіль) — руський (український) князь, державний діяч Речі Посполитої, волинський воєвода (1593–1603).

## Біографія
Народився щонайпізніше 1 липня 1570 року в родовому замку Тарновських Вев'юрка біля Тарнова. Син князя Костянтина Василя II Острозького. Матір померла через чотири тижні після передчасних пологів. За віровизнанням — православний. Дитинство пройшло в замку міста Дубного (за іншими даними, в маєтку в Острозі). Виховання й освіту одержав спочатку в Острозі, потім — при королівському дворі.
В 1589 році був серед супроводжувачів короля Сигізмунда III Вази до Ревеля.
У віці 23 років (3 (або 6) травня 1593 р.) одержав уряд (посаду) волинського воєводи. У 1594 році брав участь у приготуваннях до очікуваного нападу татар на Угорщину, вислав особистий почт на кордон. Брав участь у скликаній великим коронним гетьманом Яном Замойським військової ради в Любліні. В 1595 році був заангажований в прогабсбурзьку політику брата Януша стосовно наддунайських держав.
Під час Берестейського Собору виступав (очолював разом з батьком) на чолі православної опозиції. 1597 р. був в складі комісії стосовно константинопольського екзарха Никифора, наполягав на закінченні процесу, оголошенні вироку. 15 травня 1599 року брав участь у з'їзді протестантів та православних у Вільнюсі, був обраний одним з «провізорів або обмірковувачів спокою церкви та зборів». Тоді, як батько та брат, мав гострий конфлікт з Я. С. Замойським, але, через схильний до авантюрності характер, більше перейнявся ним. За інформацією Я. Замойського, «позичав» своїх піхотинців проти нього Адаму Горайському, вів переговори з Кшиштофом Зборовським щодо нічного нападу на дім Я. Замойського. Перед сеймом 1603 р., порубавши ланцюги, які боронили замок від проїзду вершників на дідинець Варшавського замку, поїхав до гетьмана шукати порозуміння. На сеймі 1603 р. підтримав виступ Я. Замойського проти прогабсбурзької політики короля, був головним оборонцем православ'я.
1592 року після одруження з Анною Косткою оселився в Ярославі, власності дружини. В 1593 р. розбив татар під Ярославом. Після батька був власником Тернополя. Один з фундаторів Церкви Різдва Христового (Середньої) в Тернополі.
Помер несподівано в грудні 1603 року (можливо, внаслідок отруєння). Був похований у Богоявленській церкві у м. Острог.

### Маєтності
Близько 1590 р. став власником наданого батьком «Рівненського ключа» (місто Рівне з прилеглостями). В Ярославі сприяв будівництву палацу, в Краківці — замку. 3 травня 1603 року провів поділ наданих батьком маєтків з братом Янушем: отримав половину Острога, Дорогобуж, Сураж, Звягель, Берездів, Полонне, Острополь. Через межі володінь мав гострі суперечки, зокрема, з референдарем коронним Іваном-Томашем Дрогойовським, Мєнкіцкими.

### Сім'я, діти
1592 р. одружується з Анною Косткою — донькою Яна Костки та Софії з Одровонжів. У шлюбі народилось восьмеро дітей:
- Софія — дружина воєводи краківського Станіслава Любомирського
- Костянтин Олександр
- Адам Костянтин
- Христофор
- Януш Павло
- Василь
- Анна Алоїза
- Катерина — дружина великого коронного канцлера Томаша Замойського